# ولتر ريد

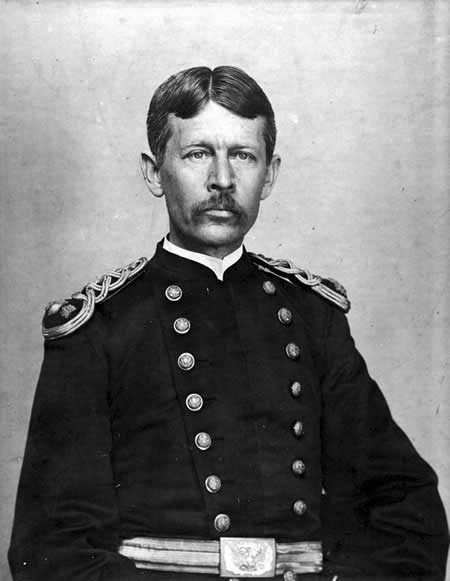
ولتر ريد

الرائد الدكتور ولتر ريد (بالإنجليزية: Walter Reed)‏ (مواليد 13 سبتمبر 1851 - 22 نوفمبر 1902) هو طبيب عسكري أمريكي، قاد في عام 1900 الفريق الذي افترض وأكد النظرية القائلة بأن الحمى الصفراء تنتقل بواسطة أنواع خاصة من البعوض بدلا من الاتصال المباشر.

## روابط خارجية
- ولتر ريد على موقع الموسوعة البريطانية (الإنجليزية)
- ولتر ريد على موقع إن إن دي بي (الإنجليزية)